# Спикулы губок

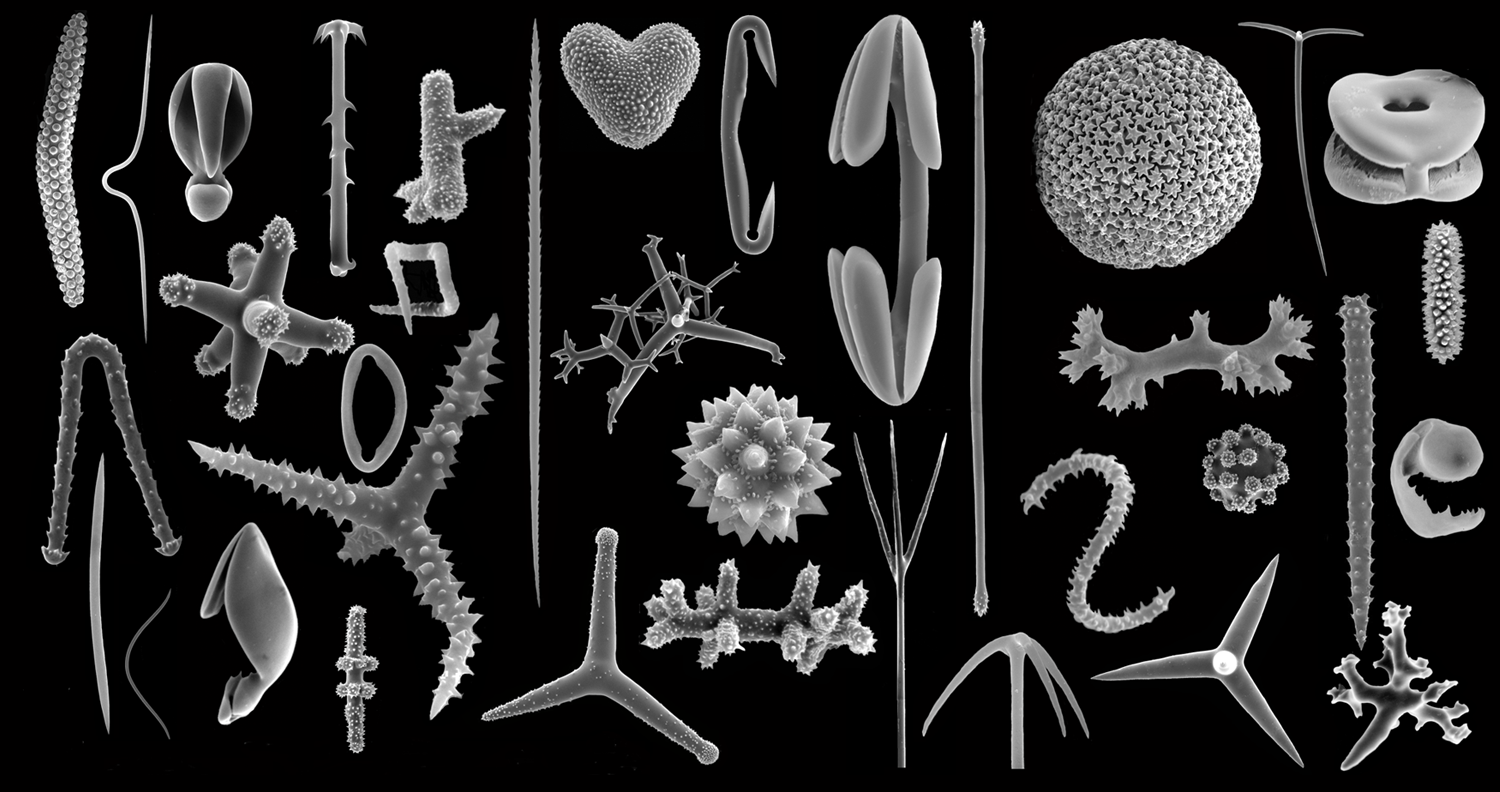
Разнообразие спикул обыкновенных губок

Спикулы губок — минеральные элементы скелета, выполняющие опорную функцию и поддерживающие форму тела губок. Они секретируются особыми клетками — склероцитами.

## Синтез спикул

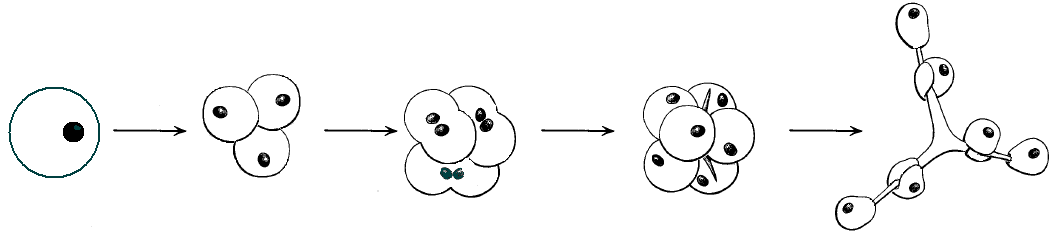
Синтез спикул у известковых губок

У кремниевых губок склероциты осуществляют внутриклеточный синтез спикул. По размеру образуемых спикул выделяют мегасклероциты и микросклероциты. Спикула синтезируется внутри вакуоли, образованной особой мембраной — силикалеммой, которая не контактирует ни с какими мембранами клетки. На микрофотографиях она сильно отличается от цитоплазматической мембраны по электронной плотности, возможно, из-за транспорта молекул кремниевой кислоты, её димеров и тримеров в направлении к формирующейся спикуле. В самом начале синтеза спикулы образуется аксиальный филамент (белок силикатеин), содержащий очень мало кремния. Далее вокруг него откладывается диоксид кремния, образуя концентрические слои, разделённые нанофибриллами коллагена. Одна спикула синтезируется совместно несколькими склероцитами. У обыкновенных губок склероциты представляют собой археоцитную линию клеток. У известковых губок склероциты осуществляют внеклеточный синтез спикул, у них имеются только мегасклероциты. Одна спикула синтезируется по меньшей мере двумя склероцитами, которые плотно контактируют друг с другом. Между ними формируется пространство, ограниченное мембранами двух клеток, — внеклеточная вакуоль. В месте контакта мембран двух склероцитов образуются септированные десмосомы. По мере роста спикулы форма склероцитов меняется, но внеклеточная вакуоль сохраняется вплоть до окончания роста спикулы. Таким образом, в отличие от спикул обыкновенных губок, у известковых губок спикулы лишены осевого органического филамента. Склероциты известковых губок происходят из пинакоцитов и, возможно, хоаноцитов.

## Морфология и химический состав
Спикулы известковых губок состоят только из карбоната кальция и имеют двух-, трёх- или четырёхлучевую форму (диактины, триактины и тетрактины, соответственно). У некоторых губок спаянные друг с другом спикулы формируют плотный скелет. У Homoscleromorpha неорганический скелет, если имеется, состоит из мелких четырёхостных спикул и образований другой формы; лучи спикул могут ветвиться и изгибаться. Пинакоциты, склероциты и (реже) хоаноциты губок данного класса могут содержать мелкие внутриклеточные спикулы. У обыкновенных губок спикулы состоят из гидратированного аморфного (некристаллического) диоксида кремния (SiO2/H2O) и подразделяются в зависимости от размера на макросклеры и микросклеры. Макросклеры в основном одноосные или четырёхосные, а форма микросклер очень разнообразна.
Из всех Metazoa только обыкновенные и шестилучевые (стеклянные) губки используют для построения скелета соединение кремния, а не кальция. Этот факт кажется ещё более удивительным, если учесть, что концентрация кальция в морской воде гораздо выше, чем кремния (10 мМ против 5—20 мкМ). Возможным объяснением того, почему обыкновенные губки используют более энергозатратный путь построения скелета, может быть высокая концентрация полифосфатов в этих губках. Полифосфаты хелатируют кальций и заставляют его выпадать в осадок. Происхождение полифосфатов в губках непонятно; возможно, его образуют симбиотические бактерии.
Хотя скелетные элементы образуются преимущественно в мезоглее, некоторую роль в формировании минерального скелета играет и пинакодерма. Впервые это было показано на губке Corticium candelabrum из класса Homoscleromorpha, у которой некоторые спикулы образовывали пинакоциты.